# Веселин Гаврић
Веселин Гаврић (Прибој, код Лопара, 11. новембар 1918 — Тобут, код Лопара, фебруар 1942), учесник Народноослободилачке борбе и народни херој Југославије.

## Биографија
Рођен је 11. новембра 1918. године у Прибоју код Лопара. Одрастао је у Прибоју и Бијељини, где је завршио основну школу и гимназију. 1938/'39. уписао се на Правни факултет у Београду, као ванредни студент. Још као средњошколац и касније студент, био је политички активан у револуционарном омладинском покрету. Члан Комунистичке партије Југославије постао је 1939. године.
После капитулације Краљевине Југославије 1941, заједно с друговима активно је радио на припремању оружаног устанка против окупатора у Семберији и агитовао међу народом.
Августа 1941, Гаврић је био међу првим борцима који су започели оружане акције у Семберији. Учествовао је у резању телефонско-телеграфских линија, ометању саобраћаја, нападу на оружничке постаје и у другим акцијама.
Под притиском надмоћнијих непријатељских снага, Семберијска чета, у којој се налазио и Веселин Гаврић, пребацила се, средином септембра, у Мачву. У време операција удружених немачко-квислиншких снага на слободну територију Ужичке републике, Веселин се био истакао у огорченој борби коју је његова чета водила на падинама планине Видојевице. Из Семберијске чете погинуло је више бораца, међу којима и Веселинов млађи брат Бранко Гаврић (1920—1941). После низа борби, чета се у октобру пребацила у Босну и преко Власенице и Шековића стигла на Мајевицу и укључила у састав Мајевичког партизанског одреда.
Гаврић није одмах дошао на Мајевицу, јер је био болестан и задржан у партизанској болници. После оздрављења, био је организатор низа акција на политичком и културно-просветном плану у Шековићима.
Фебруара 1942. године, пошао је с групом курира на Мајевицу. Њега и његове другове на превару су ухватили четници у селу Тобуту, код Лопара. Првобитно су га наговарали да им се придружи будући да је имао велик углед међу народом Семберије, али им то није успело. Након тога су га мучили и убили.
Указом председника Федеративне Народне Републике Југославије Јосипа Броза Тита, 27. новембра 1953. године, проглашен је за народног хероја.